# NGC 308
Désignations
NGC 308 est une étoile située dans la constellation de la Baleine. L'astronome irlandais Robert Stawell Ball a enregistré la position de cette étoile le 31 décembre 1866. NGC 308 est située non loin de NGC 307.